# Saint-Symphorien-le-Château
Saint-Symphorien-le-Château és un municipi delegat francès, pertanyent al municipi nou Bleury-Saint-Symphorien, situat al departament de l'Eure i Loir i a la regió de Centre – Vall del Loira. L'any 2007 tenia 817 habitants.

## Demografia

### Població
El 2007 la població de fet de Saint-Symphorien-le-Château era de 817 persones. Hi havia 289 famílies, de les quals 44 eren unipersonals (20 homes vivint sols i 24 dones vivint soles), 80 parelles sense fills, 141 parelles amb fills i 24 famílies monoparentals amb fills.
La població ha evolucionat segons el següent gràfic:
Habitants censats

### Habitatges
El 2007 hi havia 315 habitatges, 288 eren l'habitatge principal de la família, 17 eren segones residències i 9 estaven desocupats. 312 eren cases i 2 eren apartaments. Dels 288 habitatges principals, 250 estaven ocupats pels seus propietaris, 33 estaven llogats i ocupats pels llogaters i 5 estaven cedits a títol gratuït; 2 tenien dues cambres, 23 en tenien tres, 60 en tenien quatre i 203 en tenien cinc o més. 243 habitatges disposaven pel capbaix d'una plaça de pàrquing. A 87 habitatges hi havia un automòbil i a 190 n'hi havia dos o més.

### Piràmide de població
La piràmide de població per edats i sexe el 2009 era:
| Homes | Edats   | Dones |
| ----- | ------- | ----- |
| 0     | 95 o +  | 0     |
| 0     | 90 a 94 | 0     |
| 0     | 85 a 89 | 4     |
| 0     | 80 a 84 | 4     |
| 0     | 75 a 79 | 0     |
| 4     | 70 a 74 | 4     |
| 20    | 65 a 69 | 20    |
| 16    | 60 a 64 | 8     |
| 16    | 55 a 59 | 12    |
| 32    | 50 a 54 | 24    |
| 52    | 45 a 49 | 40    |
| 40    | 40 a 44 | 40    |
| 28    | 35 a 39 | 36    |
| 20    | 30 a 34 | 40    |
| 32    | 25 a 29 | 20    |
| 40    | 20 a 24 | 20    |
| 56    | 15 a 19 | 32    |
| 76    | 10 a 14 | 20    |
| 20    | 5 a 9   | 24    |
| 28    | 0 a 4   | 20    |

## Economia
El 2007 la població en edat de treballar era de 573 persones, 455 eren actives i 118 eren inactives. De les 455 persones actives 434 estaven ocupades (226 homes i 208 dones) i 21 estaven aturades (12 homes i 9 dones). De les 118 persones inactives 41 estaven jubilades, 53 estaven estudiant i 24 estaven classificades com a «altres inactius».

### Ingressos
El 2009 a Saint-Symphorien-le-Château hi havia 304 unitats fiscals que integraven 875 persones, la mediana anual d'ingressos fiscals per persona era de 24.510 €.

### Activitats econòmiques
Dels 33 establiments que hi havia el 2007, 1 era d'una empresa extractiva, 2 d'empreses alimentàries, 5 d'empreses de construcció, 5 d'empreses de comerç i reparació d'automòbils, 1 d'una empresa de transport, 2 d'empreses d'hostatgeria i restauració, 2 d'empreses d'informació i comunicació, 1 d'una empresa financera, 1 d'una empresa immobiliària, 6 d'empreses de serveis, 6 d'entitats de l'administració pública i 1 d'una empresa classificada com a «altres activitats de serveis».
Dels 6 establiments de servei als particulars que hi havia el 2009, 1 era un taller de reparació d'automòbils i de material agrícola, 2 paletes, 1 lampisteria, 1 electricista i 1 restaurant.
L'únic establiment comercial que hi havia el 2009 era una fleca.
L'any 2000 a Saint-Symphorien-le-Château hi havia 9 explotacions agrícoles que ocupaven un total de 860 hectàrees.

## Equipaments sanitaris i escolars
El 2009 hi havia 1 escola maternal i 1 escola elemental.

## Poblacions més properes
El següent diagrama mostra les poblacions més properes.